# Защита Греко
Защита Греко — дебют, начинающийся ходами 
 1. e2-e4 e7-e5 
 2. Kg1-f3 Фd8-f6.
Относится к открытым началам.
Современная теория считает дебют сомнительным, так как преждевременное развитие чёрного ферзя приводит к тому, что он становится лёгкой мишенью противника, и чёрные вынуждены терять время на его защиту в ущерб быстрой мобилизации сил. Вдобавок ферзь мешает нормальному развитию чёрных фигур и сокращает возможности выбора вариантов игры. Для гроссмейстерских турниров данный дебют не характерен, зато в партиях любителей он встречается часто.

## Примерная партия
Греко — NN, Рим, 1620
1. e4 e5 2. Kf3 Фf6? 3. Cc4 Фg6? 4. 0—0 Ф:e4 5. С:f7+! Kре7 (если 5… Кр: f7, то 6. Кg5+, и чёрные теряют ферзя; если же 5… Крd8, то чёрные теряют пешку e5: 6. К:е5 и взятие коня невозможно, так как 6… Ф:е5 7. Ле1 с выигрышем ферзя либо матом) 6. Ле1 Фf4 7. Л:е5+ Кр:f7 8. d4 Фf6 9. Kg5+ Крg6 10. Фd3+ Kph5 11. g4+! 1-0. Мат неизбежен: 11… Кр:g4 12. Фh3× либо 11… Крh6 12. Kf7×.